# Tigran Barseghyan
Tigran Ashotovich Barseghyan (em armênio: Տիգրան Բարսեղյան; Erevan, 22 de setembro de 1993), é um futebolista armênio que atua como ponta-direita. Atualmente atua pelo Slovan Bratislava.

## Carreira
Nascido na capital arménia Yerevan, Barsegyan jogou com FC Banants, FC Gandzasar Kapan e FC Mika na Premier League da Arménia.
Liga das Nações da UEFA
O Tigran Barseghyan participou na Liga das Nações da UEFA de 2018-2019. A partir de 6/9/18, ele marcou 1 tiebreaker da Liga das Nações contra o Liechtenstein, resultando em sua equipe vencer.

## Títulos
FC Banants
- Campeonato Armênio de Futebol Vice-Campeão: 2010-11, 2011-12
- Copa da Armênia Vice-Campeão:2009-10
- Supercopa da Armênia Vice-Campeão:2010-11

Mika FC
- Copa da Armênia Vice-Campeão

FK Vardar
- Macedonian Prva Liga: 2016-17